# Rapt collectif de femmes
Le rapt collectif de femmes est un enlèvement à grande échelle de femmes, c'est-à-dire un kidnapping ayant pour objectif le mariage, le concubinage ou l'esclavage sexuel. Le rapt collectif, où des groupes d'hommes emmènent de force de nombreuses femmes, parfois en temps de guerre, se distingue du mariage par enlèvement, où une seule femme est capturée par un homme (avec ses amis ou ses proches).
Les anglophones désignent cette pratique sous le nom de raptio, terme étymologiquement proche de « rape » (viol) et les germanophones sous le nom de Frauenraub (« vol d'épouse »).

## Histoire

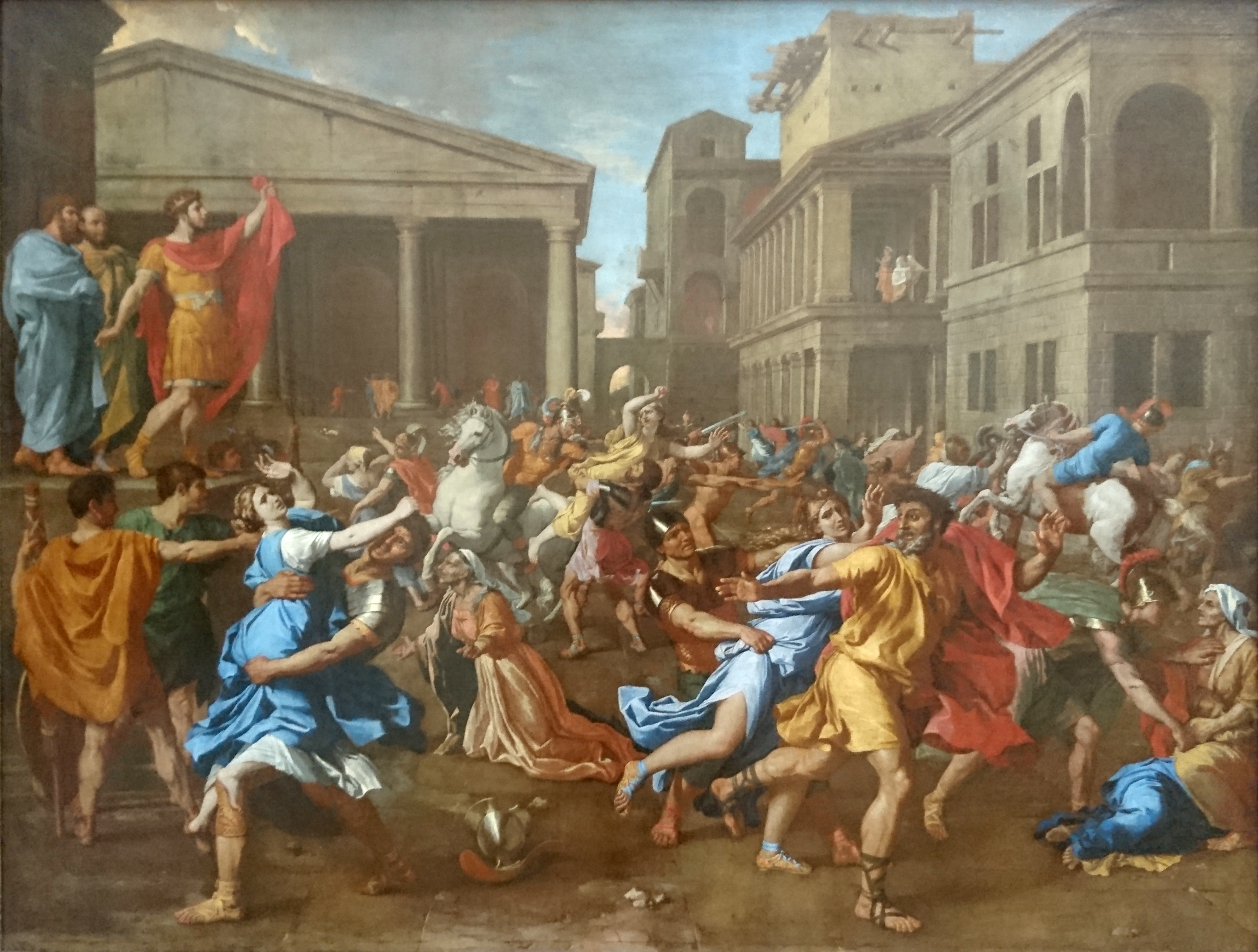
L'Enlèvement des Sabines de Nicolas Poussin, Rome, 1637-38 (Musée du Louvre).

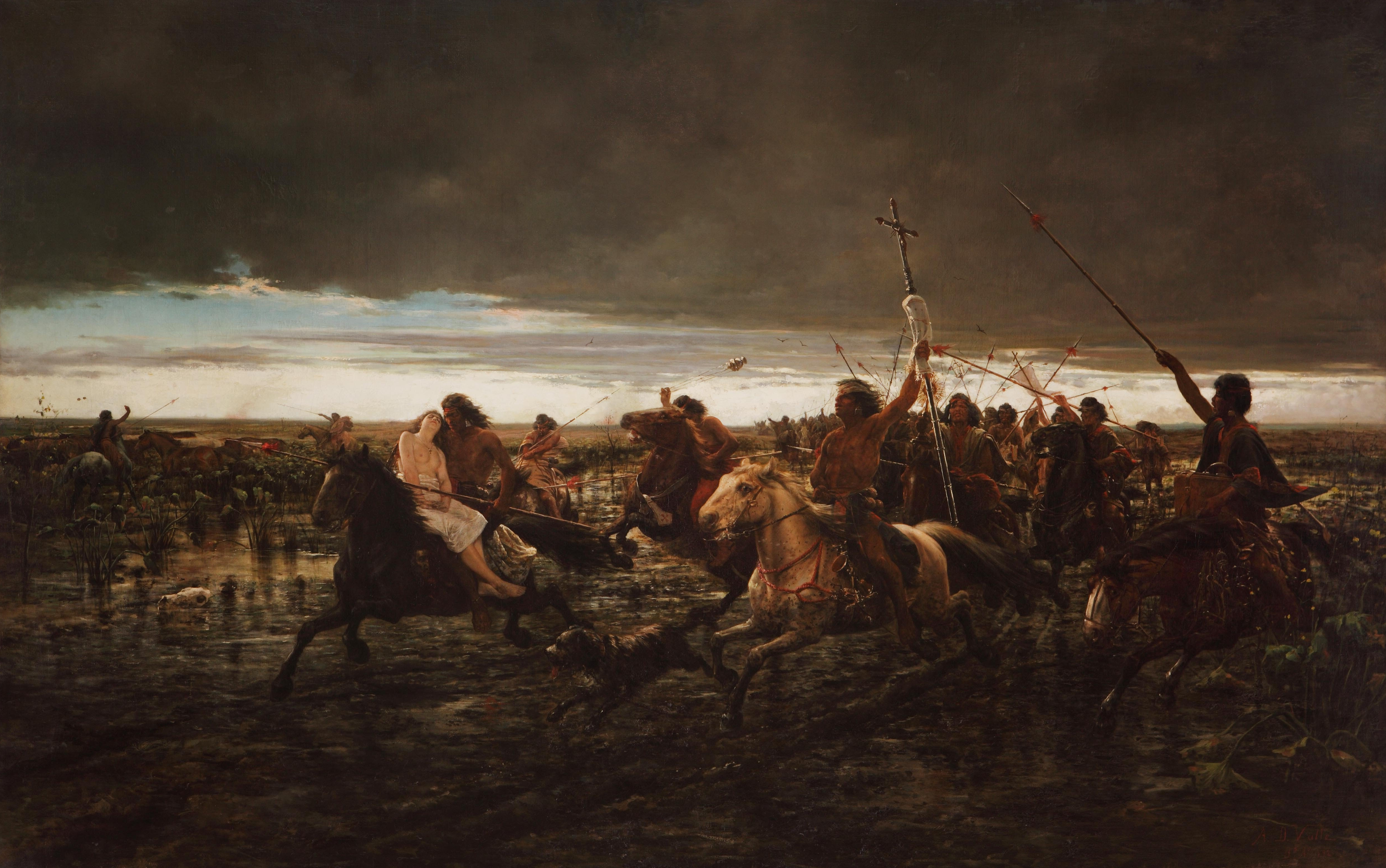
Des Mapuches capturant une femme au cours d'un raid ; La vuelta del malón d' (1892).

Selon certaines hypothèses, cette pratique est courante depuis l'antiquité. Dans l'Europe néolithique, les fouilles sur la culture rubanée à Asparn an der Zaya, en Autriche, révèlent les restes de nombreuses victimes tuées, où les jeunes filles et les enfants sont clairement sous-représentés, ce qui laisse penser que les agresseurs ont tué les hommes mais capturé les femmes pubères. L'examen des squelettes du Néolithique à la fosse de Talheim (en) indique que les hommes préhistoriques des tribus voisines étaient prêts à se battre et à s'entre-tuer dans le but de capturer des femmes et de les garder.
L'enlèvement de femmes est un acte courant lors des conflits endémiques entre des sociétés tribales, au même titre que le pillage du bétail (en).
L'enlèvement des Sabines est un épisode essentiel de la fondation légendaire de Rome au VIIIe siècle avant J-C. Romulus s'établit sur le mont Palatin avec ses partisans, principalement masculins. Ceux-ci cherchent à se marier et ouvrent les négociations avec la tribu voisine des Sabins, mais en vain. Pour conjurer le danger de leur extinction, les Romains convient les Sabins à une fête en l'honneur de Neptune puis, sur un signe de Romulus, s'emparent des femmes sabines et repoussent les hommes sabins. Romulus implore ensuite les Sabines capturées d'accepter des Romains pour conjoints dans un mariage librement consenti. Les Sabines épousent des Romains mais les Sabins engagent le combat pour récupérer les femmes. Celles-ci s'interposent entre les combattants et mettent fin à la guerre.
Au IIIe siècle, la christianisation des Goths (en) semble avoir commencé sous l'influence de femmes chrétiennes capturées par des Goths en Mésie et en Thrace : en 251, l'armée gothe pille les provinces romaines de Mésie et de Thrace, vainc et tue l'empereur Dèce et enlève des captifs, principalement des femmes, dont beaucoup étaient chrétiens. Il est possible que cet épisode soit le premier contact durable des Goth avec le christianisme.
Le rapt réciproque de femmes entre les communautés chrétiennes et musulmanes était courant sous le règne des Ottomans dans les Balkans et ces actes constituent un thème récurrent dans les chants haïdouk de l'époque.

### Documentation
- R. H. Barnes, Marriage by Capture, The Journal of the Royal Anthropological Institute (1999), 57-73.